# لیابنفلس
لیابنفلس (به آلمانی: Liebenfels) یک منطقهٔ مسکونی در اتریش است که در Sankt Veit an der Glan District واقع شده‌است. لیابنفلس ۳٬۲۹۰ نفر جمعیت دارد.